# Anabarhynchus grossus
Anabarhynchus grossus är en tvåvingeart som beskrevs av Lyneborg 1992. Anabarhynchus grossus ingår i släktet Anabarhynchus och familjen stilettflugor. Inga underarter finns listade i Catalogue of Life.